# روبرت مرلي
روبرت مرلي (بالفرنسية: Robert Merle)‏‏ (29 أغسطس 1908 في تبسة - 27 مارس 2004 في الإيفلين) مترجم، وروائي، وكاتب سيناريو، وكاتب خيال علمي، وكاتب من فرنسا.

## الجوائز
- جائزة غونكور

## روابط خارجية
- روبرت مرلي على موقع IMDb (الإنجليزية)
- روبرت مرلي على موقع ألو سيني (الفرنسية)
- روبرت مرلي على موقع أول موفي (الإنجليزية)
- روبرت مرلي على موقع قاعدة بيانات الفيلم (الإنجليزية)
- روبرت مرلي على موقع كينوبويسك (الروسية)